# Balanoptica orbicularis
Balanoptica orbicularis is een vlinder uit de familie van de stippelmotten (Yponomeutidae). De wetenschappelijke naam van de soort werd in 1875 gepubliceerd door Felder & Rogenhofer.